# Kifunzo
Kifunzo är ett periodiskt vattendrag i Burundi.   Det ligger i provinsen Ruyigi, i den centrala delen av landet, 90 kilometer öster om huvudstaden Bujumbura.
Omgivningarna runt Kifunzo är en mosaik av jordbruksmark och naturlig växtlighet. Runt Kifunzo är det ganska tätbefolkat, med 139 invånare per kvadratkilometer.